# Lens-Lestang
Lens-Lestang is een gemeente in het Franse departement Drôme (regio Auvergne-Rhône-Alpes). De plaats maakt deel uit van het arrondissement Valence. Lens-Lestang telde op 1 januari 2022 885 inwoners.

## Geografie
De oppervlakte van Lens-Lestang bedraagt 16,41 vierkante kilometer; de bevolkingsdichtheid is 54 inwoners per km² (per 1 januari 2019).

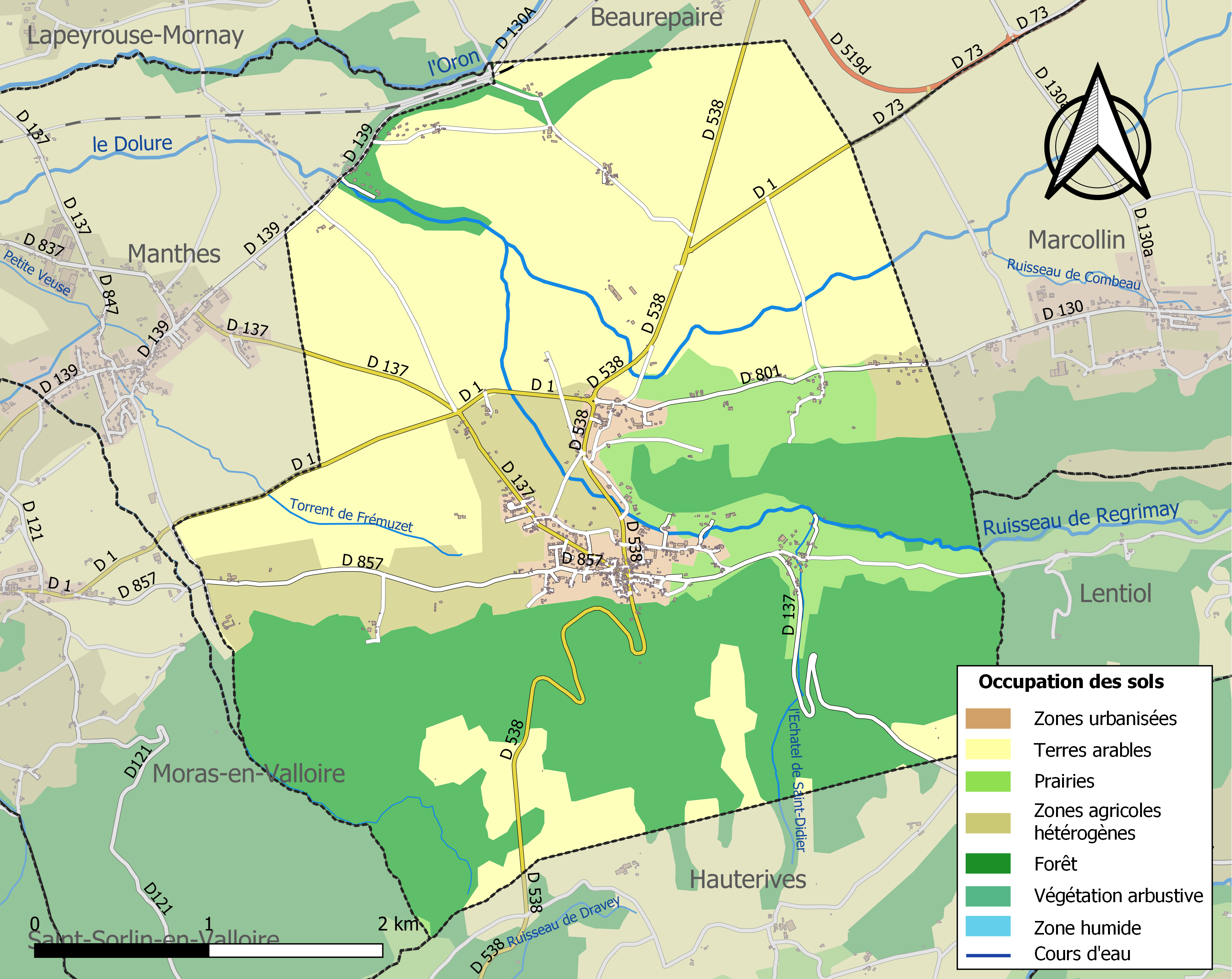
Kaart van de gemeente met belangrijkste infrastructuur, bodemgebruik en omliggende gemeenten

## Demografie
Onderstaande figuur toont het verloop van het inwonertal (bron: INSEE-tellingen).